# Kurrajong Heights
Kurrajong Heights är en ort i Australien. Den ligger i kommunen Hawkesbury och delstaten New South Wales, i den sydöstra delen av landet, omkring 65 kilometer nordväst om delstatshuvudstaden Sydney. Antalet invånare är 628.
Närmaste större samhälle är Richmond, omkring 14 kilometer sydost om Kurrajong Heights. 
I omgivningarna runt Kurrajong Heights växer i huvudsak städsegrön lövskog. Runt Kurrajong Heights är det ganska glesbefolkat, med 22 invånare per kvadratkilometer. Genomsnittlig årsnederbörd är 1 267 millimeter. Den regnigaste månaden är februari, med i genomsnitt 216 mm nederbörd, och den torraste är juli, med 25 mm nederbörd.